# Julie and the Phantoms: Music from the Netflix Original Series
Julie and the Phantoms: Music from the Netflix Original Series é a trilha sonora da série de streaming Julie and the Phantoms. Tanto a trilha sonora quanto a série foram lançados em 10 de setembro de 2020. O álbum alcançou o primeiro lugar nas paradas dos Estados Unidos e da Austrália no iTunes e alcançou a quarta posição na parada dos Estados Unidos, Billboard Soundtrack.

## Antecedentes
Os atores Madison Reyes e Charlie Gillespie compuseram umas das faixas da série, "Perfect Harmony" juntamente com a produtora vocal Alana Da Fonesca.

## Lista de faixas
| Julie and the Phantoms: Season 1 (From the Netflix Original Series) |                                    | |                                                      |         |  |
| N.º                                                                 | Título                             | Compositor(es)                                                                                               | Artista(s)                                           | Duração |  |
| 1.                                                                  | "Now or Never"                     | Tova Litvin, Doug Rockwell                                                                                   | Charlie Gillespie, Owen Patrick Joyner, Jeremy Shada | 3:04    |  |
| 2.                                                                  | "Wake Up"                          | Anne Preven                                                                                                  | Madison Reyes                                        | 3:37    |  |
| 3.                                                                  | "Bright"                           | Doug Davis, Anthony Maribella, Susan Paroff, James K. Petrie, Jodie Shihadeh, Nikki Sorrentino, Ali Theodore | Reyes, Gillespie, Patrick Joyner, Shada              | 3:12    |  |
| 4.                                                                  | "This Band is Back (Reggie's Jam)" | Litvin, Rockwell                                                                                             | Gillespie, Patrick Joyner, Shada                     | 1:40    |  |
| 5.                                                                  | "Wow"                              | David Amber, Erin Bowman                                                                                     | Savannah Lee May                                     | 3:10    |  |
| 6.                                                                  | "Flying Solo"                      | Jillian Allen, Jolene Belle, Joachim Svare                                                                   | Reyes, Gillespie, Patrick Joyner, Shada              | 3:04    |  |
| 7.                                                                  | "I Got the Music"                  | Hannah Asres Jones, Jack Krugell, Matt Wong                                                                  | Reyes, Jadah Marie                                   | 3:47    |  |
| 8.                                                                  | "The Other Side of Hollywood"      | Litvin, Rockwell                                                                                             | Cheyenne Jackson                                     | 3:20    |  |
| 9.                                                                  | "All Eyes On Me"                   | Jones, Krugell, Wong                                                                                         | May                                                  | 3:42    |  |
| 10.                                                                 | "Finally Free"                     | Davis, Maribella, Paroff, Petrie, Shihadeh, Sorrentino, Theodore                                             | Reyes, Gillespie, Patrick Joyner, Shada              |         |  |
| 11.                                                                 | "Perfect Harmony"                  | Alana Da Fonseca, Gillespie, Reyes                                                                           | Reyes, Gillespie                                     | 3:24    |  |
| 12.                                                                 | "Edge of Great"                    | Amber, Andy Love                                                                                             | Reyes, Gillespie, Patrick Joyner, Shada              | 3:01    |  |
| 13.                                                                 | "Unsaid Emily"                     | Michelle Lewis, Dan Petty                                                                                    | Gillespie                                            | 3:50    |  |
| 14.                                                                 | "You Got Nothing to Lose"          | Vincent Alfieri, Da Fonesca                                                                                  | Jackson                                              | 3:04    |  |
| 15.                                                                 | "Stand Tall"                       | Jakub Vanyo                                                                                                  | Reyes, Gillespie, Patrick Joyner, Shada              | 3:33    |  |
| Duração total:                                                      | Duração total:                     | Duração total:                                                                                               | Duração total:                                       | 49:11   |  |

## Paradas musicais
| Gráfico (2020)                         | Melhores posições |
| -------------------------------------- | ----------------- |
| Austrália (ARIA)                       | 35                |
| Áustria (Ö3 Austria Top 40)            | 66                |
| Bélgica (Ultratop Flandres)            | 47                |
| Bélgica (Ultratop Valônia)             | 186               |
| Países Baixos (Dutch Charts)           | 57                |
| França (SNEP)                          | 182               |
| Nova Zelândia (RMNZ)                   | 36                |
| Suíça (Schweizer Hitparade)            | 78                |
| Estados Unidos (Billboard 200)         | 163               |
| Estados Unidos (Top Soundtrack Albums) | 4                 |